# Phare de Sabine Bank
Le phare de Sabine Bank (en anglais : Sabine Bank Light), est un phare  à caisson  situé au sud de l'embouchure du fleuve Sabine dans le Comté de Galveston au Texas.  Il est toujours actif, bien que la tour d'origine ait été remplacée par une balise automatisée sur une tour à claire-voie.

## Histoire
Sabine Bank traverse le chenal qui mène à la rivière et monte ensuite à Port Arthur, au Texas, un port important. Bien que sa profondeur de 6,1 m ne représente un danger que pour les plus grands navires, un bateau-phare avait été demandé pour marquer ces hauts-fonds. Les ingénieurs du district rejetèrent cette demande mais, au tournant du 20e siècle, la question fut de nouveau soulevée et 40.000 dollars furent affectés à la construction d'un phare fixe. 
La construction d'un phare à caisson léger a commencé en juin 1904 mais a été interrompue en raison d'un manque de financement, laissant le caisson en place, mais avec rien d'autre qu'une lumière temporaire sur sa base. La construction a repris l'été suivant, mais a été interrompue de nouveau par une tempête début octobre, au cours de laquelle des travailleurs se sont réfugiés dans la structure incomplète. La structure fut finalement achevée le printemps suivant et mise en service le 15 mars 1906. La lumière était équipée d'une lentille de Fresnel de troisième ordre avec une trompette Daboll émettant un signal de brouillard.
La station est au milieu du chenal et son isolement était une cause fréquente de plainte des gardiens. Un ouragan en 1915 a endommagé la lumière et contraint les gardiens à quitter la station après des vagues déferlant sur la structure contaminant l’alimentation en eau ; ils ont pu revenir plusieurs jours plus tard. La station a mieux résisté lors d'une tempête ultérieure en 1920, après qu'une grande partie de la galerie ait été protégée avec des plaques de fer, mais les nombreux problèmes ont conduit à une automatisation précoce avec une balise à acétylène en 1923. La lentille de Fresnel a été conservée jusqu'en 1971 (date à laquelle la balise a été convertie à l'énergie solaire), la lampe ayant été convertie à l'électricité en 1960. La tour a été utilisée comme poste d'observation pendant la Seconde Guerre mondiale, mais n'a pas été habitée par la suite. 
L'emplacement exposé et le manque de personnel ont provoqué une dégradation rapide de la structure. En 2001, la Garde côtière a demandé des offres pour l'enlèvement de la tour et son remplacement par une tour à claire-voie. Cela a été effectué l'année suivante, mais la lanterne de la tour a été préservée et est maintenant exposée dans un parc de Sabina Pass. La lentille de Fresnel est maintenant exposée au Musée de la côte du Golfe à Port Arthur. La lumière de la tour à claire-voie reste en service, reposant sur l’ancienne fondation de caisson. Son feu isophase émet, à une hauteur focale de 22 mètres une lumière rouge pendant 3 secondes toutes les 6 secondes

## Caractéristiques dufeu maritime
Fréquence :  6 secondes (R)
- Lumière : 3 secondes
- Obscurité : 3  secondes

Identifiant : ARLHS : USA-712 ; USCG : 4-22540 - Admiralty : J4008.1 .

### Lien connexe
- Liste des phares du Texas